# Hanza-Nunatak
Der Hanza-Nunatak (spanisch Nunatak Hanza) ist ein Nunatak an der Oskar-II.-Küste des Grahamlands auf der Antarktischen Halbinsel. Er ist einer der zahlreichen Nunatakker auf der Jason-Halbinsel.
Argentinische Wissenschaftler benannten ihn. Namensgeber ist Alberto Hanza, der von 1906 bis 1907 als Unterleutnant auf der Korvette Uruguay bei Vermessungsfahrten gedient hatte.